# Biblioteca de Jonava
La Biblioteca de Jonava o Biblioteca pública del municipi districte de Jonava (en lituà: Jonavos rajono savivaldybės viešoji biblioteka) és una biblioteca pública de la ciutat de Jonava, al districte de Kaunas a Lituània, que va ser inaugurada l'any 1939 com la biblioteca estatal de Jonava. Durant la Segona Guerra Mundial, la biblioteca va ser tancada i tots els seus llibres van ser destruïts. Des dels anys 1945 i 1946, la biblioteca va tornar a reobrir.
Actualment, la biblioteca té 16 filials o seus secundàries al districte de Jonava: Rimkai, Batėgala, Bukonys, Čičinai, Išorai, Kuigaliai, Kulva, Liepiai, Panoteriai, Rukla, Šilai, Upninkai, Žeimiai, etc.).